# Råå vallar

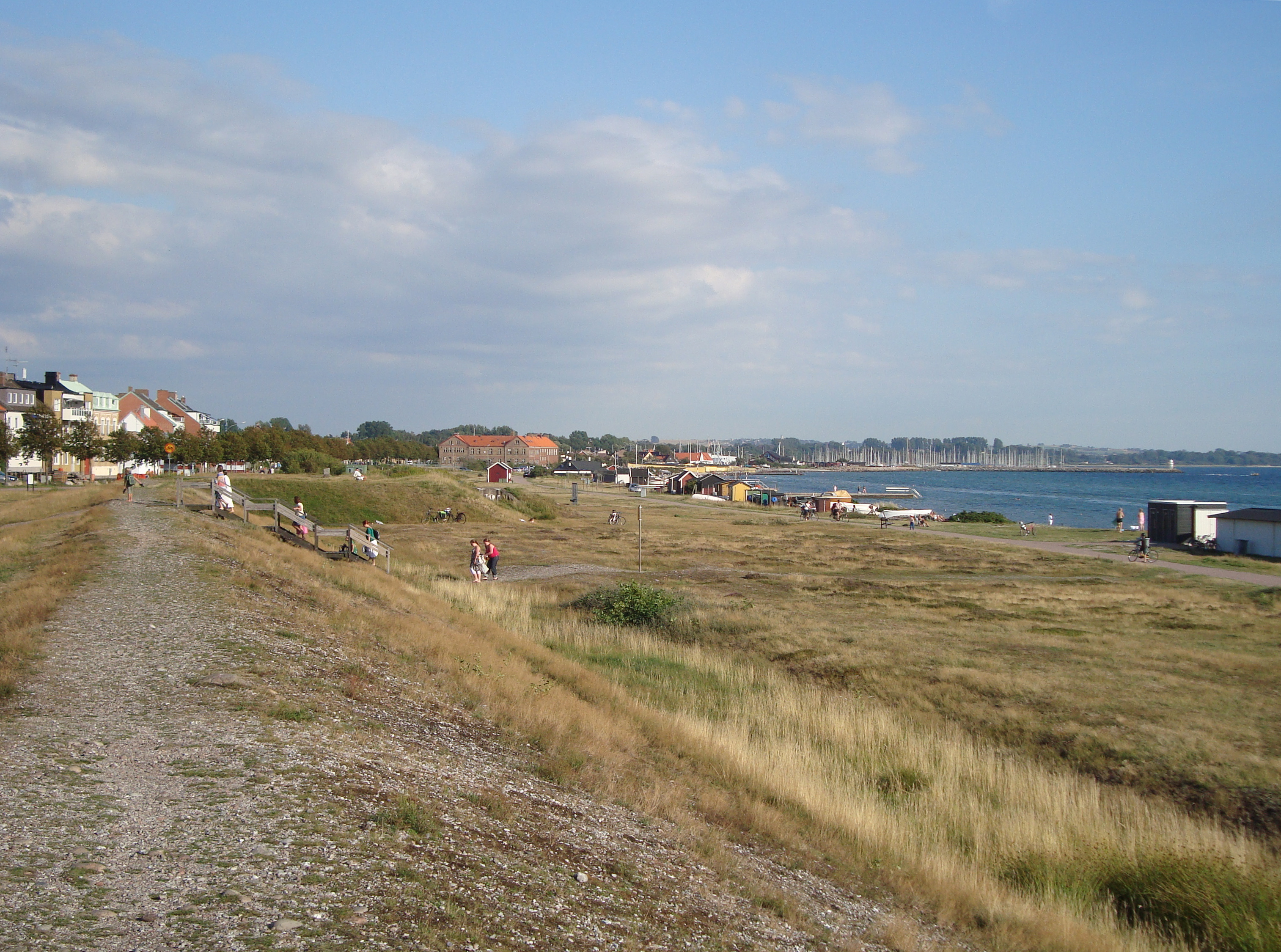
Råå vallar och badstranden.

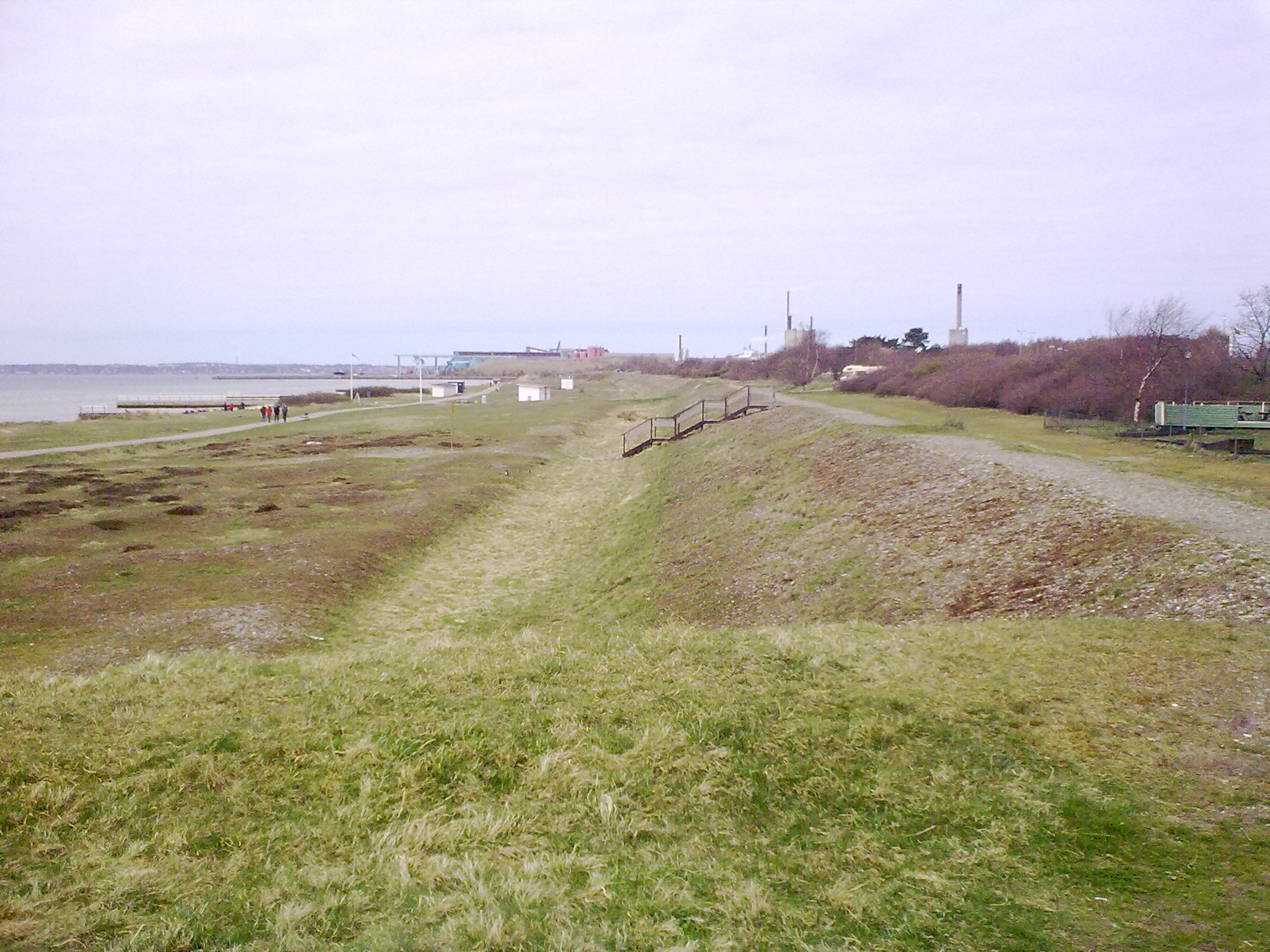
Försvarsvallen syns i högra delen av bilden.

Råå vallar är ett fornminne och en badstrand i södra Helsingborg mellan Råå och stadens hamnområde. Platsen har fått sitt namn av de vallar som byggdes i försvar efter det att den danska armén landstigit på platsen 1709. 
Stranden är en lång sandstrand som går över till rundslipade stenar i söder. Den är tack vare det långgrunda vattnet en populär badplats för småbarnsfamiljer. 

## Historia
Efter Skånes övergång till Sverige år 1658 hade Danmark vid två tillfällen använt den flacka kuststräckan norr om Råå som landsättningsplats för väpnade styrkor med målet att återta de förlorade provinserna. Den första gången detta skedde var den 29 juni 1676 då en enorm danska flotta landsatte 15 000 soldater, vilket gav startskottet för Skånska kriget. Kriget varade mellan 1676 och 1679 och resulterade slutligen i svensk seger. Under det Stora nordiska kriget genomförde danskarna den 2 november 1709 ännu en landstigning på samma plats, men tvingades retirera efter slaget vid Helsingborg den 28 februari 1710. Själva kriget var dock inte slut i och med detta och invasionshotet ansågs fortfarande finnas kvar.
För att stävja hotet beordrade Karl XII från sitt högkvarter i Bender att kustbefästningar skulle uppföras längs Öresundskusten, där den överlägset största av dessa skulle placeras längs kusten norr om Råå. Guvernören i Skåne, Magnus Stenbock, motsatte sig dock planerna då han ansåg att sådana befästningar inte kunde stå emot en landstigning understödd av en större flottstyrka. Något gehör för sina åsikter fick Stenbock däremot inte och överste Magnus Palmqvist vid fortifikationen fick till uppgift att utarbeta planerna över fortifikationerna. Dennes plan bestod av ett retranchement som sträckte sig från Rååns mynning, förbi fiskeläget och ungefär 2,5 kilometer norrut längs kusten till en vårdkase, som placerats på en mindre höjd vid strandkanten. Den platåartade förhöjning som vårdkasen placerats på var med största sannolikhet en äldre fornlämning, som år 1729 benämns "Fem höge stenar" av prosten Rönbeck i dennes sockenbeskrivning. Stenarna är numera försvunna och har troligen tagits i anspråk för uppförandet av vallen.
Bygget påbörjades 1712 och slutfördes 1713. Själva retranchementet bestod av en vall, placerad på runt 90 meters avstånd från strandlinjen, dock närmre denna i sina norra och södra ändrar. Vallen var placerad på en höjd av omkring 6 meter över havet och sträckte sig sedan ytterligare ungefär 2,5 meter i höjd. Vallens bas var cirka 10 meter bred och i dess krön fanns bröstvärn och bankett. Framför vallen löpte en 8 meter bred och 2,1 meter djup grav försedd med palissader. Längs vallens sträckning fanns fyra bastioner, varav den nordligaste var placerad vid vallens ände vid vårdkasen. Vallens södra del, vid Råå, utgjordes istället för bastioner av ett sågtandsformat avsnitt. Bastionerna hade rakslutna fronter, till skillnad från den traditionella spetsformen, då dessa skulle kunna ge frontaleld mot mål i sundet. Palmqvist hade även planerat för tre portar, varifrån utfall mot fienden kunde göras, skyddade av vinkelformade utanverk, kallade redanger. Dessa genomfördes troligen aldrig, då de inte finns med på en karta över nya utanverk från 1716. På denna har istället en förgrav förlagts framför vallgraven, som planerades vara 14 meter bred och 1,7 meter djup och skulle fyllas med fem rader av palissader. Danska kartor över befästningsplanerna visar även tre skansar placerade bakom vallen för ytterligare försvar. Några motsvarigheter till dessa på svenska kartor finns däremot inte. Mellan vallens norra ände och Helsingborg uppfördes slutligen två redutter.
Någon ytterligare invasion kom aldrig och 1721 slöts freden i Nystad. De kustnära södra delarna av vallen hade strax efter färdigställande förstörts av högvatten och stark blåst. Någon återuppbyggnad skedde inte och vallarna övergavs strax efter kriget. Vallarna fick däremot inte rivas och stod därför kvar. När den så kallade "Decauvillen", Helsingborg-Råå-Ramlösa järnväg, drogs ner till Råå på 1890-talet, revs dock ytterligare partier av de södra delarna.